# Raiden (Metal Gear)
Raiden (雷電?), födelsenamn Jack (ジャック Jakku?), är en fiktiv figur och en av huvudkaraktärerna i Hideo Kojimas spelserie Metal Gear, där han debuterar i Metal Gear Solid 2: Sons of Liberty. Han är skapad av Kojima och designad av Yoji Shinkawa.
Raidens medverkande i Metal Gear Solid 2: Sons of Liberty fick blandad kritik då han tar över huvudrollen från fanfavoriten Solid Snake i den andra halvan av spelet. För att möta den negativa kritiken ritade Shinkawa om Raiden till en cyborgninja i Metal Gear Solid 4: Guns of the Patriots.